# Aragac (Aragacotn)
Aragac – wieś w Armenii, w prowincji Aragacotn. W 2011 roku liczyła 2773 mieszkańców.